# Verde (torrente della Liguria)
Il Verde è un torrente della Liguria, situato a nord di Genova. Non è da confondersi con l'omonimo torrente e valle a Pontremoli, nella Lunigiana occidentale, in Provincia di Massa-Carrara, Toscana.

## Percorso

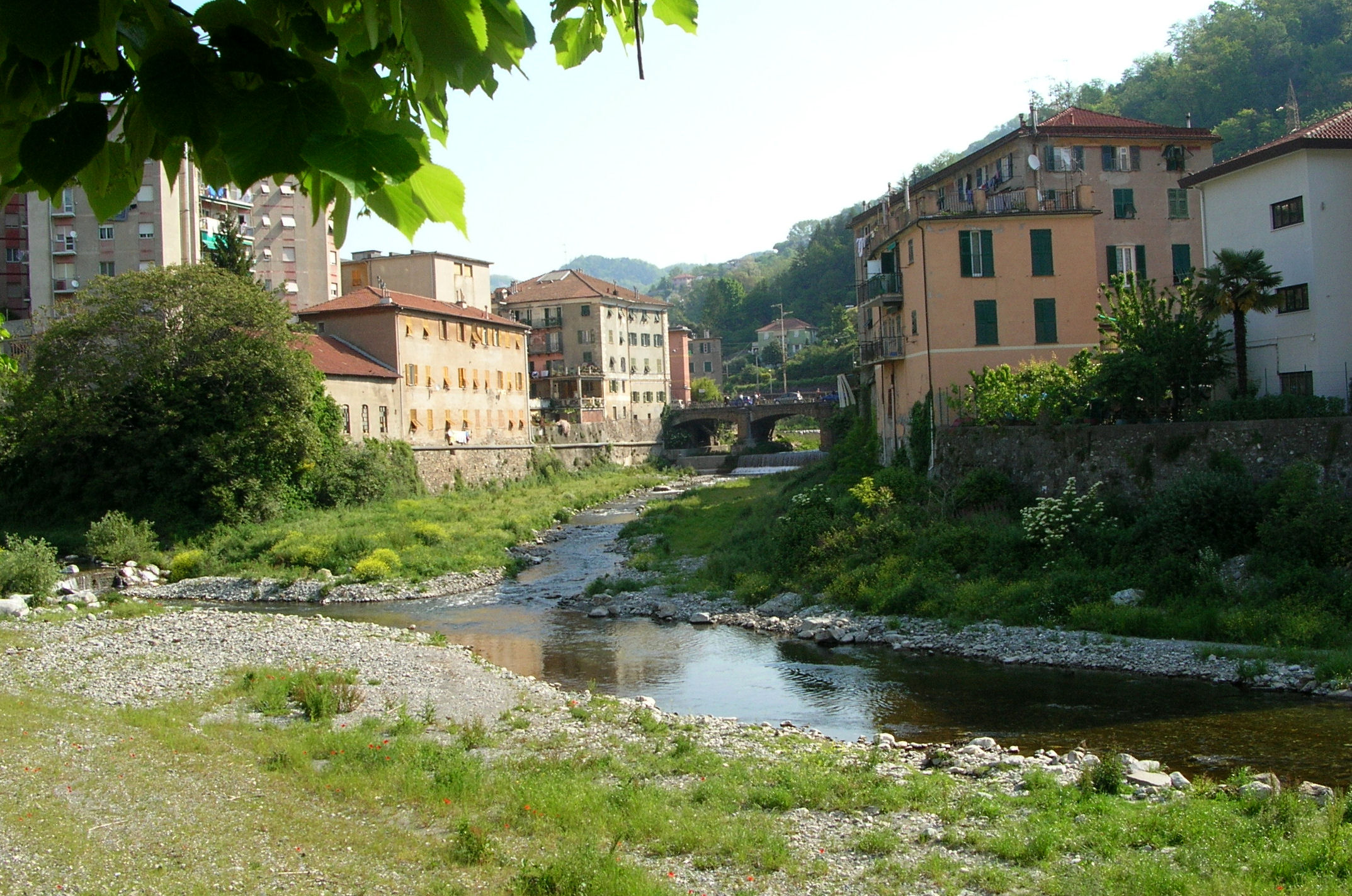
La confluenza dei torrenti Verde (a sinistra) e Riccò nel Polcevera a Pontedecimo

Il torrente Verde genovese nasce dall'unione di alcuni rivi discendenti dal monte Leco (1.071 m), ai confini col Piemonte, ed attraversa alcune frazioni del Comune di Campomorone (Cravasco e Isoverde). Lascia poi sulla sua riva sinistra il capoluogo dello stesso, segnando parte del confine con il Comune di Ceranesi.
Entrato quindi nel territorio della Grande Genova nel quartiere di Pontedecimo, si unisce al Riccò, dando origine al torrente Polcevera.

## Storia
Fino agli anni sessanta/settanta del secolo scorso lungo quasi tutto il tratto da frazione Isoverde in poi le sue acque furono utilizzate per l'azionamento di molini, magli ed altre macchine idrauliche. Rimangono tuttora funzionanti pochissime briglie e canali. 

## Ponte ferroviario di Campomorone

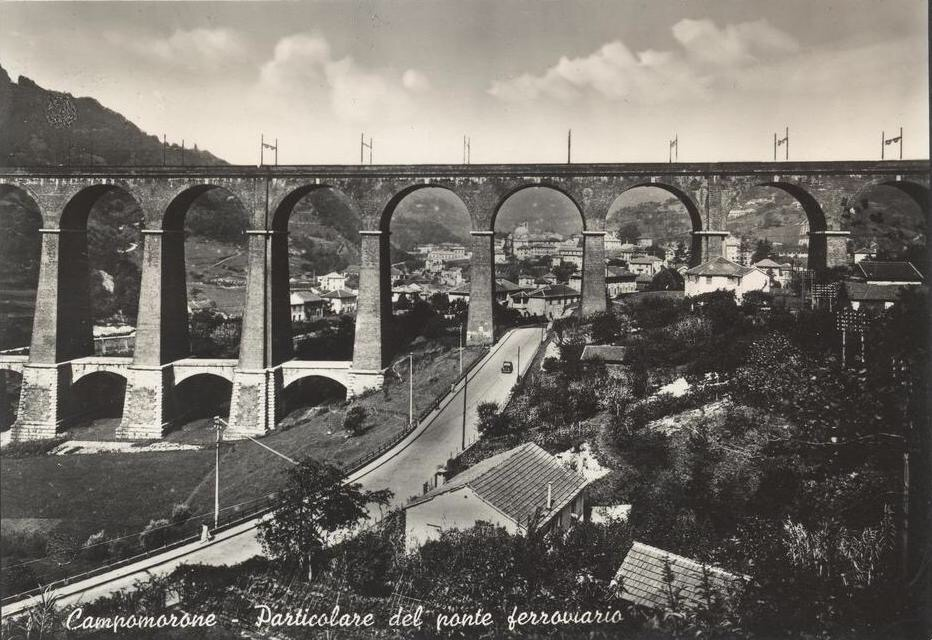
Ponte di Campomorone nel 1910

Il ponte di Campomorone, detto "Ponti Nuovi", si trova sulla linea ferroviaria succursale dei Giovi e attraversa il torrente Verde, collegando la parte inferiore della collina di Cesino con il Comune di Ceranesi. Si tratta di un'opera ingegneristica interamente in muratura, con venti arcate in laterizio rivestite in pietra nella parte inferiore. Costruito fra il 1883 e 1886 parte in rettifilo e parte in curva da 600 metri di raggio, ha una fattura armonica di buon effetto artistico.